# 曹鼎 (東漢)
曹鼎（？—？），字景節，东汉末年政治人物，担任过河間国相、吴郡太守和尚书令。
他是曹萌之子、曹騰的兄弟。曹洪伯父。曹休祖父。曹鼎任河間国相時，冀州刺史蔡衍弹劾曹鼎贪污钱千万，时任中常侍的曹騰于是请求大将軍梁冀救助曹鼎。梁冀写信给蔡衍，蔡衍不应，仍将曹鼎逮捕入狱。

## 墓葬
1970年代，在安徽亳州的曹氏宗族墓群发掘出了“元宝坑一号墓”，该墓十六号字砖铭文写有“吴郡太守曹鼎字景节”。

## 脚注
1. ↑  盧弼《三国志集解》称他是曹騰之兄。《后汉书·卷六十七·党锢列传第五十七》:鼎者，中堂侍腾之弟也. 但是《三国志 卷九 魏书九 诸夏侯曹传第九》:曹洪字子廉，太祖从弟也。裴松之注引王沈《魏书》：洪伯父鼎为尚书令，任洪为蕲春长。《三国志 卷一 魏书一 武帝纪》裴松之注引司马彪《续汉书》:长子伯兴，次子仲兴，次子叔兴。腾字季兴.曹腾应该是幼子，不存在弟弟。《后汉书》可能有误。
2. ↑  《三国志 卷九 魏书九 诸夏侯曹传第九》：曹休字文烈，太祖族子也。裴松之注引王沈《魏书》曰：休祖父尝为吴郡太守。另外1970年代，考古人员对安徽亳州南郊的曹操宗族墓进行部分考古发掘，发现了曹鼎墓，并且发现刻有“吴郡太守曹鼎字景节”等文字的墓砖。那曹休的祖父叫曹鼎是确认无误的。河间相曹鼎与吴郡太守曹鼎是同一人的可能性也比较大。